# Рюкюские посольства в Эдо

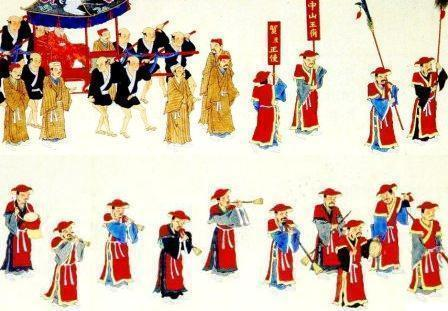
Посольство 1710 года была одним из крупнейших; в этом свитке японский художник изобразил рюкюских стражников и музыкантов, сопровождающих посла и его чиновников через Эдо.

Государство Рюкю отправило 18 посольств в Эдо, столицу сёгуната Токугава, в течение периода Эдо в истории Японии. Уникальная практика этих дипломатических сношений развилась из обычаев, свойственных китайцам, но без указания на какое-либо отношение к Китаю или китайскому миропорядку. Государство Рюкю попало под вассальную зависимость от японского феодального владения (хана) Сацума после вторжения его войск в Рюкю в 1609 году, из чего следовало, что оно будет платить дань и сёгунату. Эти рюкюские посольства также были очень выгодны для поднятия статуса Сацумы, единственного хана, который имел какое-либо иностранное государство, не говоря уже о царстве, в качестве своего вассала.

## История

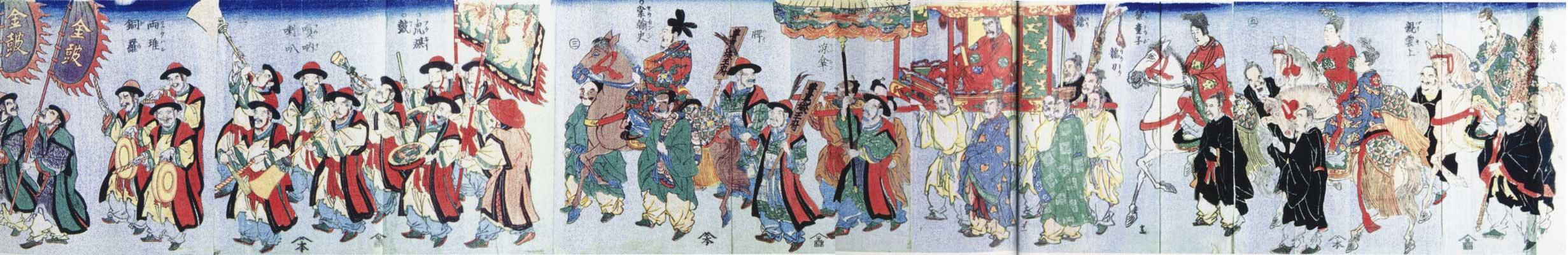
Рюкюское посольство 1832 года

В качестве главных рюкюских послов выступали принцы или высокопоставленные чиновники из правительства, их сопровождали торговцы, ремесленники, учёные и другие правительственные чиновники. Сначала они по морю прибывали в рюкю-кан (琉球館) в Кагосиме, который выполнял роль похожую на консульство государства Рюкю, а затем по суше двигались в сторону Эдо. Рюкюсцы прибывали в Эдо как одни из представителей регулярных посольств Сацумы в Эдо в рамках системы санкин котай. Рюкюские послы вместе со своим окружением значительно превосходили численностью другие японские посольства и свиту из Сацумы, и во время своего пребывания в Эдо размещались в резиденциях клана Симадзу. Несмотря на это, они считались дипломатическими представительствами иностранного государства. Это отражалось на приёме рюкюских послов в Эдо и на связанных с ним ритуалах и встречах. Однако государство Рюкю занимало довольно низкое положение в иерархии зарубежных стран в мировоззрении сёгуната Токугава. Хотя посольства Рюкю во многом были схожи с посольствами корейской династии Чосон, отправлявшимися в Эдо в тот же период, различные аспекты приёма рюкюских послов отражали их более низкий статус в глазах сёгуната. Поскольку послы как из Кореи, так и из Рюкю, не были равны сёгуну, они общались с посредниками, представлявшими сёгунат. Корейские посланники встречались с членами различных высокопоставленных семей (кёкэ), рюкюских послов же встречал церемониймейстер более низкого ранга — сосабан.